# 北方後臀麗魚
北方後臀麗魚，為輻鰭魚綱慈鯛目慈鯛科後臀麗魚亞科後臀麗魚族後臀麗魚屬的其中一種，分布於南美洲巴西與法屬圭亞那Oyapock河流域與巴西Araguari河流域，體長可達19公分，棲息在中底層水域，生活習性不明。